# Alouatta guariba clamitans
Alouatta guariba clamitans é a subespécie do bugio-ruivo encontrada na região sudeste do Brasil até a província de Misiones. Foi considerado por Gregorin (2006) como uma espécie propriamente dita, Alouatta clamitans. Se diferencia da subespécie ao norte do rio Doce por possuir acentuado dimorfismo sexual na pelagem, com os machos sendo ruivos avermelhados, e as fêmeas com de cor mais escura.
Este primata já foi considerado principal hospedeiro de protozoários que transmitem a malária, em especial os Plasmodium das espécies P. brasilianum e P. simium. No entanto, mesmo com a diminuição drástica da população de bugios entre 2016 e 2018, as ocorrências de malária se mantiveram estáveis, indicando que estes animais não seriam os principais reservatórios desta doença.